# ديبرا تانن
ديبرا فرانسيس تانن (بالإنجليزية: Deborah Tannen) (وُلدت في 7 يونيو/حزيران 1945) هي باحثة أكاديمية أمريكية، وأستاذة اللغويات في جامعة جورجتاون في واشنطن. حصلت على لقب الأستاذ المتميز في جامعة برنستون من ماكجرو، كما أصبحت زميلًا في مركز الدراسات المتقدمة في العلوم السلوكية عقب فترة زمالة مدتها فصل دراسي في معهد الدراسات المتقدمة في جامعة برنستون في نيو جيرسي.

## التعليم
تخرجت تانن في مدرسة هنتر كوليدج الثانوية، وأتمت مرحلة جامعية في هاربر كوليدج (والتي أصبحت جزءًا من جامعة بينجامتون فيما بعد) حيث حصلت على بكالريوس في الأدب الإنجليزي. اتجهت تانن إلى جامعة وين ستيت حيث حصلت على الماجيستير في الأدب الإنجليزي. فيما بعد، استكملت دراساتها الأكاديمية في جامعة كاليفورنيا في بركلي حيث حصلت على ماجيستير ودكتوراة في اللغويات.

## الأبحاث

### نظرة عامة
تركز ديبرا تانن في أبحاثها كثيرًا على التعبير عن العلاقات فيما بين الأشخاص كما تظهر في التفاعل من خلال المحادثات. بحثت تانن التفاعل من خلال المحادثات والاختلافات الأسلوبية على عدد من المستويات وفي العديد من المواقف، وشمل ذلك الاختلاف الأسلوبي في المحادثات النابع من اختلاف النوع والخلفية الثقافية، كما درست أيضًا الخطاب الموجه إلى فئة معينة من المستمعين والذي يرتبط الاختلاف فيه بالدور الاجتماعي للمتحدث. قامت تانن بأبحاث متوسعة متعلقة بالنوع على الخصوص كما كتبت عنه. ركزت في هذه الأبحاث والكتابات على سوء الفهم بين الرجال والنساء، ولكن عارض بعض اللغويون ما توصلت إليه تانن قائلين أنه مبني على وجه نظر نسوية.
بدأت مسيرة تانن البحثية بالتحليلات التي قامت بها مع أصدقائها في سياق الدكتوراة، ثم سجلت بعد ذلك محادثات طبيعية بين أشخاص على شريط، وبدأت في إجراء مقابلات معهم لتجمع بيانات لأبحاث وتحليلات جديدة. كما جمعت معلومات من باحثين آخرين وحللتها لتخرج بالأنماط البارزة في أنواع مختلفة من المحادثات، وفي خضم هذا استخدمت مصطلحات كما هي من أبحاث الآخرين أو طورتها لتوجه النظر إلى نقاط مهمة جديدة.

## اقرأ أيضًا
- Griffin، Em (2012). Communication: A First Look at Communication Theory (ط. 8th.). New York: McGraw-Hill. ص. 435–446. ISBN:978-0-07-353430-5. Detailed chapter outline
- Speer، Susan (2005). Gender talk: feminism, discourse and conversation analysis. London New York: Routledge. ص. 20–45. ISBN:9780415246446.

## وصلات خارجية
- ديبرا تانن على موقع IMDb (الإنجليزية)
- ديبرا تانن على موقع ميوزك برينز (الإنجليزية)
- ديبرا تانن على موقع إن إن دي بي (الإنجليزية)
- ديبرا تانن على موقع قاعدة بيانات الفيلم (الإنجليزية)

- Deborah Tannen's faculty page, Georgetown University.
- Deborah Tannen's personal website.
- "Sisters Speak In 'You Were Always Mom's Favorite'". Susan Stamberg interview with Tannen. Morning Edition, National Public Radio, 8 September 2009. (Transcript and audio link.)
- أعمال أو نبذة عن ديبرا تانن على أرشيف الإنترنت
- Communicating With Style-An Interview with Deborah Tannen.
- Tannen مرات الظهور على سي-سبان